# JFK Olimps
Olimps Ryga (łot. Jauniešu Futbola Klubs Olimps Rīga) – łotewski klub piłkarski z siedzibą w Rydze, grający w 1. lidze łotewskiej (Virslīga).

## Historia
Klub został założony w 2005 jako Olimps Ryga na bazie piłkarzy z klubów Skonto-2 Ryga, Liepājas Metalurgs i FK Ventspils-2 taj jak zabrakło uczestników w 1. lidze łotewskiej (zostało tylko 7 drużyn). W 2008 zajął ostatnie 10 miejsce ale pozostał dalej w Virslidze, tak jak 2 kluby zbanrutowało.

## Sukcesy
- finalista Pucharu Łotwy (1 x):

2007

## Europejskie puchary
Legenda do wszystkich tabel:
- Q – runda eliminacyjna, 1/16, 1/8, 1/4, 1/2 – odpowiednia faza rozgrywek, Grupa – runda grupowa, 1r gr – pierwsza runda grupowa, 2r gr – druga runda grupowa, F – finał, R – runda, PO – play-off
- k. – rzuty karne, los. – losowanie, Dogr. – dogrywka, w. – zasada bramek strzelonych na wyjeździe

| Sezon   | Rozgrywki   | Runda | Klub                   | Dom | Wyjazd | Ogólnie |
| ------- | ----------- | ----- | ---------------------- | --- | ------ | ------- |
| 2008/09 | Puchar UEFA | 1Q    | St. Patrick’s Athletic | 0–1 | 0–2    | 0–3     |